# Gebroth
Gebroth là một đô thị thuộc huyện Bad Kreuznach trong bang Rheinland-Pfalz, phía tây nước Đức. Đô thị Gebroth có diện tích 2,36 km², dân số thời điểm ngày 31 tháng 12 năm 2006 là 168 người.